# Krenweiberl

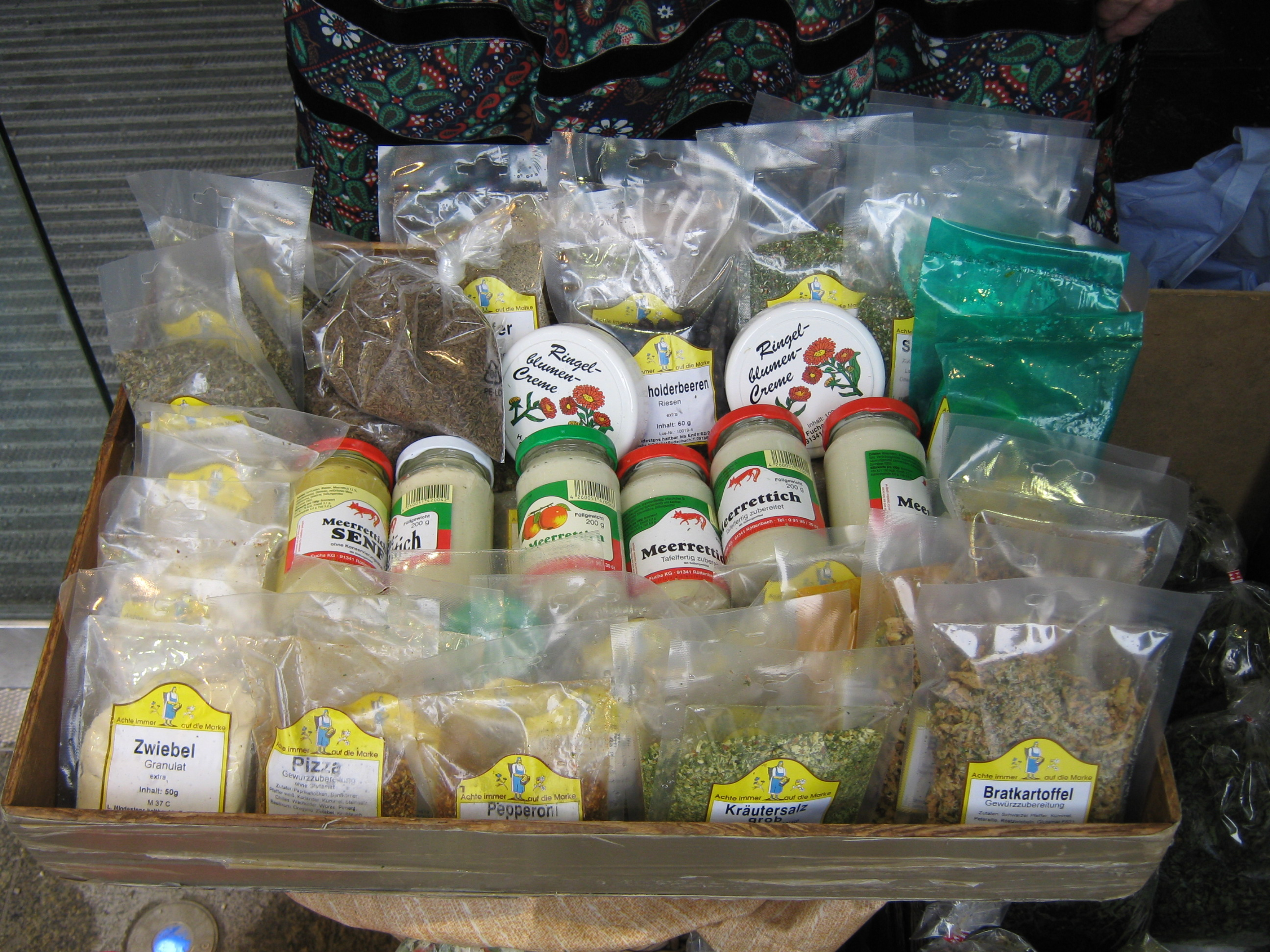
Typisches Krenweiberl-Sortiment: Meerrettich und andere Erzeugnisse

Krenweiberl (sprich: [Grä:waiwàl]; Krenweiber, im Dialekt auch Krenweible oder Kreeweibla, von Kren, bairisch für Meerrettich) ist die Bezeichnung für Frauen aus vorwiegend von landwirtschaftlichen Kleinbetrieben geprägten Gebieten Frankens, die in Herbst und Winter Hausierhandel mit geflochtenen Huckelkörben – oft in Tracht – und später auch ganzjährig Markthandel mit Meerrettich und Gewürzen in größeren Städten betrieben. Der bairische Diminutiv der Grundform Weib ist nicht wie diese mit einer abschätzigen Bedeutung, sondern eher mit einer Verniedlichung und Wertschätzung belegt.
Die Ursprünge der Krenweiberl lassen sich nicht genau bestimmen, aber verändertes Kaufverhalten ihrer Kunden und Verlagerung des Meerrettichanbaus in andere Länder haben Anfang des 21. Jahrhunderts zum Ende dieses historischen Berufs geführt.

## Regionaler Hintergrund
Krenweiberl oder Krenweible waren Frauen aus ländlichen Gegenden in Franken (beispielsweise aus Baiersdorf/Mittelfranken, Bamberg/Oberfranken und Forchheim/Oberfranken (im „Krenland“)), die im Herbst und Winter zuerst Hausierhandel mit Meerrettich (Stangen und gerieben in Gläsern), Knoblauch, Gewürzen, Tees etc. trieben und später auf Märkten der großen Städte an ihren bunten Trachten ausgemacht werden konnten. Verkauften sie ihre Waren auf Großstadtmärkten – beispielsweise auf dem Viktualienmarkt in München –, wohnten sie während dieser Zeit gemeinsam in traditionell überlieferten Unterkünften. Auf ihre Waren machten sie gegebenenfalls mit lauten Rufen – „Kren macht scheen“ (Kren macht schön) und ähnlichem – aufmerksam.

## Anfänge
Frühe Erwähnungen dieser Meerrettich verkaufenden Frauen lassen sich in einem Handbuch des Pflanzenbaus 1929 („Krenweiber“) und in einer landwirtschaftlichen Monatsschrift 1938 („Krenweiberl“) finden, obwohl sie nach der Überlieferung zu urteilen bereits spätestens im ausklingenden 19. Jahrhundert hausierend unterwegs waren. Mit zunehmender Bekanntheit ihres regionalen Vorkommens wurden sie auch international erwähnt.

## Trachten und Traditionen
Baiersdorfer Kren-Markt

Honoratioren, Krenkönigin und Krenweiberl (2011)

(Bitte Urheberrechte beachten)
Beim Hausierhandel und auf Märkten trugen die Krenweiberl die traditionellen Trachten ihrer Heimatorte, die sogenannte „Laaftracht“, oder „Festtochitracht“, d. h. die repräsentative Ausgehtracht. Diese Tradition wird – auch nach dem Verschwinden der echten Krenweiberl – aus ortshistorischen oder touristischen Gründen, beispielsweise beim seit 2003 stattfindenden Baiersdorfer Kren-Markt, aufrechterhalten.

## Kommunikation
Während der Zeit des Hausierhandels von Tür zu Tür ergab es sich, dass Krenweiberl auch Neuigkeiten mit ihren Kunden und untereinander austauschten. Dieses konnte sich auf praktische Haushaltsinformationen, kirchliche Ereignisse wie Termine von Wallfahrten, gesellschaftliche Informationen (beispielsweise Heiratskandidaten und -kandidatinnen) oder auch Gerüchte beziehen. Diese Kommunikationsbereitschaft der Krenweiberl, Wahres und Gerüchte weiterzugeben (süddeutsch/österreichisch: ratschen) war legendär, und in München legte man gerne – teils berechtigt, teils unberechtigt – den Ursprung von neuen Gerüchten den Viktualienmarkt-Krenweiberln in den Mund.

## Das Ende der Krenweiberl

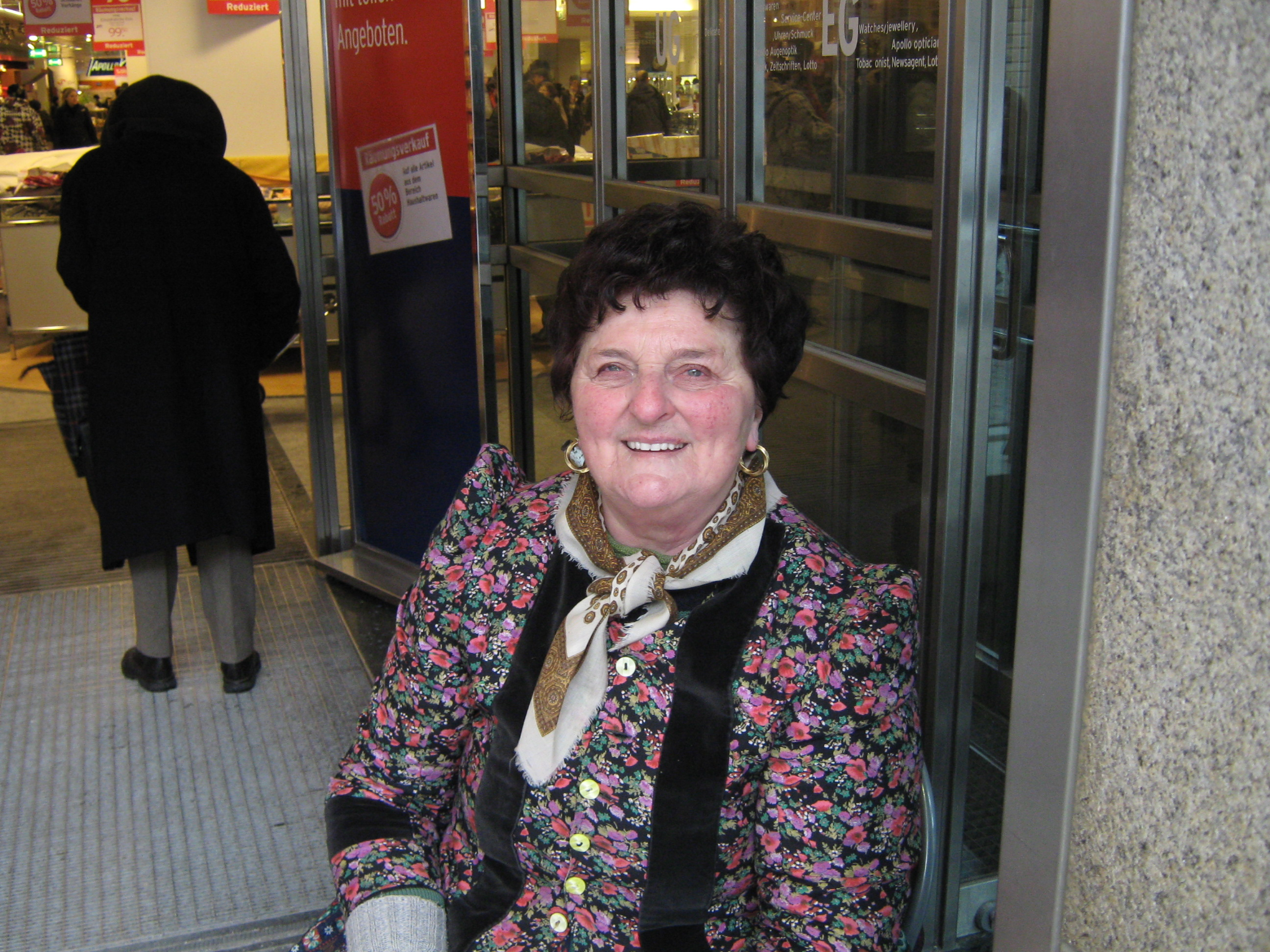
Helga Kraus, das letzte Krenweiberl, an ihrem letzten Arbeitstag, dem 15. März 2010

Es gibt mehrere Gründe, warum die Krenweiberl aus dem Stadtbild verschwunden sind: Der Hausierhandel wurde nach und nach immer weniger, da diese Art des Erwerbs durch verändertes Kaufverhalten (Supermärkte, später auch das Internet) und die immer häufigere Abwesenheit aller Personen in den Wohnhäusern tagsüber nicht mehr kostendeckend war und junge Frauen sich andere und weniger anstrengende Berufe suchten. Auch wird der sehr arbeitsintensive Meerrettichanbau (Bauernweisheit: „Ein Acker mit Kren will seinen Herrn jeden Tag sehn!“), der früher im Familienbetrieb mit Kindern und „geländegängigen Großmüttern“ betrieben wurde, nun in Ländern mit kostengünstigeren Arbeitskräften betrieben; in Baiersdorf gab es 2006 nur noch einen Krenbauern.
Im März 2010 endete diese bayerisch-fränkische Tradition, als mit Helga Kraus das letzte Krenweiberl in den Ruhestand ging. Sie hatte in den letzten drei Jahren ihren Standort rechts vor dem Eingang zum Kaufhaus Karstadt am Dom in der Neuhauser Straße in München (danach abgerissen und ersetzt durch das Joseph-Pschorr-Haus) gehabt. Der genaue Zeitpunkt ihrer Aufgabe ergab sich aus der Schließung dieses Kaufhauses. Sie wollte sich im Alter von 70 Jahren keinen neuen Standort mehr suchen. Am 4. August wurde sie von Oberbürgermeister Christian Ude im Münchener Rathaus offiziell verabschiedet.

## Theaterstücke
Krenweiberl werden auch in komödiantischen Volkstheaterstücken als typische Charaktere porträtiert, so in Umdraaht von Peter Landstorfer aus dem Jahr 2002 und in D'Eisheiligen und die kalt' Sophie, einem Theaterstück von Georg Harrieder aus dem Jahr 1985, das 1997 für das Fernsehen aufgezeichnet wurde. In letzterer Komödie tritt ein Krenweiberl auf, das sein Wissen und die Bereitschaft zum Kontaktmachen bezüglich verfügbarer lokaler Heiratskandidaten verwendet.